# Geophilus piae
Geophilus piae är en mångfotingart som beskrevs av Minelli 1983. Geophilus piae ingår i släktet Geophilus och familjen storjordkrypare.
Artens utbredningsområde är Italien. Inga underarter finns listade i Catalogue of Life.